# Johann Umlauft
Johann Umlauft (17. května 1807 Praha – 8. prosince 1889 Vídeň) byl rakouský novinář a politik německé národnosti původem z Čech, během revolučního roku 1848 poslanec Říšského sněmu, později poslanec Říšské rady a vídeňský komunální politik; představitel radikálně demokratického proudu německého liberalismu.

## Biografie
Ve 30. letech 19. století působil v Praze jako obchodník s knihami. Byl tehdy aktivní ve veřejném a uměleckém životě. Byl redaktorem a hlavním přispěvatelem do časopisu Novelist, Zeitschrift für unterhaltende, moderne Lektüre. V této době zde otiskl na pokračování rozsáhlé pojednání o dějinách divadla v Praze. Zprostředkovával i kontakty s jazykově českou obrozeneckou tvorbou. Otiskl například překlad novely Točník, kterou napsal Václav Kliment Klicpera. Psal také pro Wiener Theater-Zeitung.
Během revolučního roku 1848 se pak zapojil do politického dění. Ve volbách roku 1848 byl zvolen na rakouský ústavodárný Říšský sněm. Zastupoval volební obvod Litoměřice. Uvádí se jako úředník. Patřil ke sněmovní levici. Řadil se mezi radikálně demokratické poslance sněmu.
Do politiky se vrátil po obnovení ústavního systému vlády počátkem 60. let 19. století. Už počátkem roku 1861 zaslal ministrovi policie žádost, aby umožnil na volební schůzi v VI. vídeňském obvodu účast i osobám bez volebního práva. Od roku 1861 byl členem Vídeňské obecní rady. V prvních přímých volbách roku 1873 stal poslancem Říšské rady (celostátní zákonodárný sbor), kde zastupoval městskou kurii, obvod Vídeň, IV. okres. Uvádí se tehdy jako penzionovaný ministerský úředník, trvalým bytem ve Vídni. Společně s poslanci jako Ferdinand Kronawetter či Johann Heinrich Steudel patřil mezi hlavní postavy demokratického, levicově liberálního proudu rakouskoněmecké politiky s centrem ve vídeňské komunální politice. Do volených funkcí vstupovali s deklaraci politiky coby občanského poslání, ale brzy se vyprofilovali jako profesionální politici. Na Říšské radě tvořili malou tzv. Demokratickou frakci (organizovanou okolo vídeňské Demokratische Gesellschaft), které se v 70. letech dočasně podařilo spojit ideály německého liberalismu a aspirace měšťanstva. Během několika let se ale voličská základna této skupiny začala rozpadat, protože živnostníci jako vlivná voličská skupina nesouhlasili se sociální rétorikou a vstřícností vůči dělnickému hnutí, kterou projevovali demokraté. Zatímco v roce 1873 měla Demokratische Gesellschaft cca 1400 členů, v roce 1876 již to bylo jen cca 200 osob.